# Фресно Ларраин, Хуан Франсиско
Хуан Франсиско Фресно Ларраин (исп. Juan Francisco Fresno Larraín; 26 июля 1914, Сантьяго, Чили — 14 октября 2004, там же) — чилийский кардинал. Епископ Копьяпо с 15 июня 1958 по 28 июля 1967. Архиепископ Ла-Серены с 28 июля 1967 по 3 мая 1983. Архиепископ Сантьяго и примас Чили с 3 мая 1983 по 30 марта 1990. Кардинал-священник с титулом церкви Санта-Мария-Иммаколата-ди-Лурд-а-Боччеа с 25 мая 1985.

## Биография
Родители Луис Альфредо Фресно Ингунза (исп. Luis Alfredo Fresno Ingunza) и Елена Ларраин Уртадо (исп. Elena Larraín Hurtado). Учился в Папской семинарии Сантьяго и Папском Григорианском университете в Риме, где он специализировался в области богословия. Степень в области канонического права.

## Другие виды деятельности
Участвовал в четырех сессиях Совета Второго Ватиканского собора и Конференции латиноамериканских епископов в Медельине в 1968 году. Был в составе Папской делегации на третьей Генеральной Конференции латиноамериканских епископов в Пуэбле, 1979 год. Присутствовал на четвертой Конференции латиноамериканских епископов в Санто-Доминго, 1992 год.
28 июля в 1971 году Папой Павлом VI он был назначен архиепископом Ла-Серена и оставался на этой должности до 1983 года, пока Папа Иоанн Павел II не назначил его архиепископом Сантьяго.
Занимал различные должности в Епископской конференции Чили, став ее президентом в 1975 году. Также занимал различные должности в Латиноамериканской епископской конференции. В 1983 году был назначен членом Конгрегации католического образования.
Хуан Франсиско Фресно Ларраин сыграл значительную роль в критический момент диктатуры Аугусто Пиночета. Он призывал чилийцев к лозунгу Национального примирения. Он объединял политиков различных убеждений, чтобы найти демократическое решение, которое и было подписано как Национальное Соглашение. С другой стороны, он способствовал мирному соглашению с Аргентиной в 1984 году, когда обе страны были готовы вступить в войну.

## Последние годы жизни
Занимал должность президента Каритас-Чили в период с 1991 по 2000 годы.
Последние годы жизни кардинал провел с христианской общиной в часовне Святого Семейства в Ло-Барнечеа, где он был и в момент смерти. Фресно умер 14 октября 2004 года в результате почечной недостаточности. Получил высшие награды во время его государственных похорон.